# Лещинский, Адам
Адам Януш Лещинский (пол. Adam Janusz Leszczyński, 26 ноября 1975, Варшава) — польский историк, журналист и публицист. Адъюнкт-профессор в Институте Политических Исследований ПАН, член команды «Политической Критики», постоянный сотрудник «Газеты Выборчей».
Выпускник Варшавского Университета, где изучал историю. Член правления Collegium Invisibile в 1998—2000 годах. Доктор гуманитарных наук в области истории. Тема докторской диссертации — "«„Солидарность“ в малых городах»".
Начиная с 1993 года, связанный с «Газетой Выборчей». Начиная с 2000 года, работал в отделе науки и редактировал приложение «Компьютер».
Пишет научные статьи, исторические и социологические, репортажи (в том числе из Эфиопии, Боливии и Малави), занимался также рецензированием компьютерных игр. Относится к группе «Политической Критики». Сотрудничал также с Newsweek Polska, Polityka, Przekrój, «ResPubliką Nowa» и «National Geographic».
Лауреат многочисленных стипендий и наград, в частности, Фонда культуры, Министерства образования, Фонда польской науки. Стипендиат еженедельника «Политика».